# A beépített szépség
A beépített szépség (La impostora) 2014-es amerikai teleregény, amelyet Sebastián Arrau és Coca Gómez alkotott. A főbb szerepekben Lisette Morelos, Sebastián Zurita, Christian Bach, Manuel Landeta és Begoña Narváez látható.
Amerikában 2014. január 14-én a Telemundo, Magyarországon az RTL II 2015. augusztus 17-én mutatta be.

## Történet
A novella főszereplője Blanca Guerrero (Lisette Morelos), aki Adriano Ferrer (Manuel Landeta) megbízásából eljátszik egy gazdag, befolyásos üzletasszonyt. Victoria San Marino személyazonosságát felvéve igyekszik az Altamira-család bizalmába férkőzni. Célja, hogy kiderítse Adriano gyermekének hollétét. Vigyáznia kell, mert ha Raquel Altamira (Christian Bach) rájön, hogy ki ő és miért lépett be az életükbe, megöleti. Azonban arra nem számít, hogy beleszeret Raquel fiába, Eduardo Altamirába (Sebastián Zurita).

## Szereplők
| Színész             | Szereplő                                            | Megjegyzés | Magyar hang        |
| ------------------- | --------------------------------------------------- | --- | ------------------ |
| Lisette Morelos     | Blanca Guerrero / Victoria San Marino 'A szélhámos' | Memo lánya, Simona és Hugo testvére, Adriano segítője és barátja (később menye), Eduardo szerelme/felesége                                                      | Haumann Petra      |
| Sebastián Zurita    | Eduardo León Altamira                               | Raquel unokaöccse és nevelt fia, Cristóbal és Jorge Andrés testvére és unokatestvére, Sofía édesapja, valójában Valentina és Adriano fia, Blanca szerelme/férje | Moser Károly       |
| Christian Bach      | Raquel Altamira Vda. de León                        | Leonidas lánya, Valentina testvére; Eduardo nevelőanyja és nagynénje, Cristóbal és Jorge Andrés édesanyja                                                       | Vándor Éva         |
| Manuel Landeta      | Adriano Ferrer                                      | Milliomos üzletember, korábban Valentina szerelme, Cristóbal és Eduardo édesapja                                                                                | Barbinek Péter     |
| Begoña Narváez      | Mariana Serrano                                     | Bűnöző, Sofía édesanyja, Eduardo és Iván exbarátnője, Cristóbal, Richie és Rafael szeretője, Raquel megöli                                                      | Bogdányi Titanilla |
| Jonathan Islas      | Cristóbal León Altamira                             | Raquel és Adriano fia, Eduardo és Jorge Andrés testvére, Catalina vőlegénye/(ex)férje, szerelmes Mariana-ba, a sorozat végén Simona barátja lesz                | Renácz Zoltán      |
| Mauricio Hénao      | Jorge Andrés León Altamira                          | Raquel és Juan Carlos fia, Eduardo unokatestvére és Cristóbal testvére, Karina szerelme                                                                         | Markovics Tamás    |
| Mimi Morales        | Karina Acevedo                                      | Pincérnő Tita éttermében, Blanca barátnője, Tita unokahúga, Rafael unokatestvére, Jorge szerelme                                                                | Sipos Eszter Anna  |
| Alpha Acosta        | Valentina Altamira / 'Leticia'                      | Leonidas lánya, Raquel testvére, Eduardo édesanyja, Adriano szerelme                                                                                            | Mohácsi Nóra       |
| Armando Silvestre   | Don Leonidas Altamira                               | Raquel és Valentina édesapja, a hajózási cég alapítója, Raquel miatt börtönbe kerül, ahol meghal                                                                | Forgács Gábor      |
| Eligio Meléndez     | Camilo Fernández                                    | Pap, az ő árvaházában nevelkedett Ramon, Raquel megöleti |                    |
| Simone Victoria     | Socorro Sánchez                                     | Milliomos, korábban házvezetőnő az Altamira-családnál, Raquel börtönbe juttatja és megöleti, Blanca barátnője és támogatója                                     | Farkasinszky Edit  |
| Paco Mauri          | Guillermo "Memo" Guerrero                           | Blanca, Simona és Hugo édesapja, az Altamira család alkalmazottja, Raquel megöleti                                                                              | Kajtár Róbert      |
| René García         | Domingo Zamora                                      | Adriano barátja és fő segítője, Victoria San Marino édesapjának adja ki magát az Altamirák előtt                                                                | Vári Attila        |
| Eugenio Becker      | Salvador Estrada                                    | Rendőr, Blanca segítője, szerelmes Blancaba, Raquel megöleti | Seder Gábor        |
| Alberto Pavón       | Iván Montenegro del Real                            | Fegyverkereskedő, milliomos üzletember, Mariana szeretője, Richie főnöke, beleszeret Raquelbe, Raquel megöleti                                                  | Pál Tamás          |
| Sandra Benhumea     | Fernanda García                                     | Ügyvéd, Adriano barátja, szerelmes Adriano-ba, Raquel megöleti                                                                                                  | Solecki Janka      |
| Néstor Rodulfo      | Rubén Espinoza 'A félszemű'                         | Bűnöző, Raquel testőre, Raquel megöleti | Élő Balázs         |
| Uriel del Toro      | Rafael Moreno González                              | Tita fia, Karina unokatestvére, Mariana és Raquel szeretője, szerelmes Simonába, Raquel megöli                                                                  | Varga Rókus        |
| Lupita Sandoval     | Tita González                                       | Étterem-tulajdonos, Rafael édesanyja, szerelmes Memoba |                    |
| Socorro de la Campa | Melania Robles Vda. de Rodríguez                    | Házvezetőnő az Altamira-házban, Leticia édesanyja | Rátonyi Hajni      |
| Julieta Grajales    | Catalina Echeverría Estrada de Altamira             | Clemente lánya, Diego testvére, Cristóbal menyasszonya/(ex)felesége, Ramón szerelme                                                                             | Csuha Bori         |
| Mariano Palacios    | Diego Echeverría Estrada                            | Clemente fia, Catalina testvére, Clemente bukása után öngyilkos lesz                                                                                            | Joó Gábor          |
| Elsa Amezaga        | Simona Guerrero Ordaz                               | Memo lánya, Blanca és Hugo testvére, szerelmes Rafaelbe, majd Cristóbal barátnője lesz                                                                          | Szabó Zselyke      |
| Edgar Iván Delgado  | Ramón Valenzuela                                    | Fotós, Karina barátja és exvőlegénye, Catalina szerelme | Baráth István      |
| Macarena Oz         | Sofía León Serrano                                  | Eduardo és Mariana lánya, Valentina és Adriano unokája | Gyarmati Laura     |
| Ricardo Sevilla     | Hugo "Huguito" Guerrero Ordaz                       | Memo fia, Blanca és Simona testvére | Ács Balázs         |
| Guadalupe Martínez  | Ana Castro                                          | Valentina ápolónője | Bessenyei Emma     |

## Nemzetközi bemutató
| Ország                    | Cím                 | TV adó       | Sugárzási idő                          | Megjegyzés          |
| ------------------------- | ------------------- | ------------ | -------------------------------------- | ------------------- |
| Amerikai Egyesült Államok | La Impostora        | Telemundo    | 2014. január 14. – 2014. július 3.     | hétfő-péntek, 20:00 |
| Mexikó                    | La Impostora        | Gala TV      | 2014. március 24. -                    |                     |
| Venezuela                 | La Impostora        | Televén      |                                        |                     |
| Puerto Rico               | La Impostora        | Telemundo PR | 2014. július 7. -                      | hétfő-péntek        |
| Magyarország              | A beépített szépség | RTL II       | 2015. augusztus 17. – 2016. január 29. | hétfő-péntek, 13:45 |

## Fordítás
- Ez a szócikk részben vagy egészben  a   La Impostora című angol Wikipédia-szócikk fordításán alapul.  Az eredeti cikk szerkesztőit annak laptörténete sorolja fel. Ez a jelzés csupán a megfogalmazás eredetét és a szerzői jogokat jelzi, nem szolgál a cikkben szereplő információk forrásmegjelöléseként.